# Blindsyn
Blindsyn innebär att man är blind, oftast bara i ena halvan av synfältet, men att man ändå har en viss förmåga att fånga rörliga objekt eller t.ex. lägga på ett brev i en brevlåda som finns i det blinda fältet.

## Förklaring
Informationen från bägge ögonen delas först upp i höger och vänster halva av synfältet. Höger halva av synfältet leds till vänster hjärnhalva och vice versa. I varje hjärnhalva leds den optiska signalen för det halva synfältet till två skilda system i hjärnan:
1. Via colliculus superior (övre fyrhögen) på hjärnstammens ovansida till tinningloben.
2. Via talamus till den primära synbarken i nackloben.

Den första vägen är evolutionärt mycket gammal och finns hos såväl däggdjur, amfibier, fåglar och reptiler, men det är bara hos djur med utvecklad hjärnbark som signalerna leds vidare till tinningloberna. Detta system ger ingen medveten synupplevelse, men riktar ögonen mot intressanta mål och ger oss förmågan att följa rörliga objekt. Man tror också att det är säte för vår rumsliga förståelse.
Den andra vägen ger oss vår medvetna synförmåga. Den primära synbarken är en optisk karta. Om en liten del av den skadas, blir vi blinda i motsvarande del av synfältet. Detta system är viktigt för människor och andra högre primater, men mindre viktigt för exempelvis hundar och katter med mindre utvecklad hjärna och lägre grad av självmedvetenhet. 
Man tror därför att blindsyn beror på att den medvetna synupplevelsen uteblir på grund av skadad synbark, medan det äldre och omedvetna systemet fortfarande fungerar.

## Det motsatta problemet
Ett slags motsats till blindsyn är att ha en fungerande primär synbark och därmed medveten syn, men en skadad tinninglob. Sådana skador kan medföra att man inte med ögonen kan följa ett finger som rör sig, trots att man förstår vad man ser. Man kan inte heller peka på föremål i ett synfält där man saknar rumslig uppfattning eller rumsligt förstå en spegelbild och räkna ut var det speglade objektet verkligen finns.

### Fotnoter
1. ↑  Challoner 2000, sid 189-191
2. ↑  Challoner 2000, sid 192-196